# Hyundai Aura
«Hyundai Aura» — компактный седан B-класса, произведенный южнокорейским производителем Hyundai. Это седан, основанный на третьем поколении Hyundai i10 (Hyundai Grand i10 Nios в Индии), и был разработан в основном для индийского рынка. Он является преемником Hyundai Xcent. Hyundai Aura — новый компактный седан бренда Autocar India. Аура была запущена 21 января 2020 года в Индии.
Aura оснащена информационно-развлекательной системой с 8-дюймовым сенсорным экраном с системой Android Auto и совместимостью Apple CarPlay, музыкальной системой Arkamys. Кроме того, он также хорошо оснащен функциями комфорта, такими как беспроводная зарядка, заднее вентиляционное отверстие, центральный подлокотник сзади.
Аура доступна с тремя вариантами двигателя. Единственный дизельный вариант — турбодизель объемом 1,2 л U-Line, (75 | PS | кВт л. с.). Бензиновый двигатель представляет собой 1,2-литровый бензиновый двигатель с наддувом, используемый совместно с Grand i10 Nios, и 1,0-литровый turbocharged бензиновый агрегат, который может генерировать 100 PS (74 kW; 99 hp) пиковой мощности.
Длина = 3995 мм.
Ширина = 1680 мм.
Высота = 1520 мм.
Колесная база = 2450 мм.